# Hermann Nuber
Hermann Nuber (Offenbach, 10 de outubro de 1935 – Offenbach, 12 de dezembro de 2022) foi um ex-futebolista e treinador alemão que atuava como atacante.

## Carreira
Hermann Nuber fez parte do elenco da Seleção Alemã de Futebol, na Copa do Mundo de 1958, porém é um dos quatro jogadores que não viajaram para a Suécia.